# Carter Township (Missouri)
Pour les articles homonymes, voir Carter Township.
Carter Township est un township du comté de Carter dans le Missouri, aux États-Unis,. Le township est baptisé en référence à la rivière Carter Creek (en), un affluent de la Current River (en).

## Source de la traduction
- (en) Cet article est partiellement ou en totalité issu de l’article de Wikipédia en anglais intitulé « Carter Township, Carter County, Missouri » (voir la liste des auteurs).